# A. J. Raffles

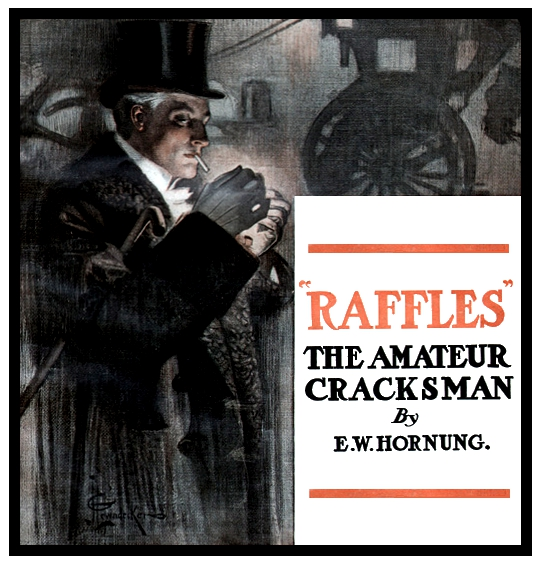
Ilustración del personaje de Hornung.

Arthur J. Raffles (llamado usualmente A. J. Raffles) es un personaje creado en la década de 1890 por E. W. Hornung, cuñado de Arthur Conan Doyle, el creador de Sherlock Holmes. Raffles es, en muchos sentidos, una inversión deliberada de Holmes; es un "caballero ladrón" que vive en Albany, un prestigioso complejo de departamentos en Londres. Juega al cricket para los Caballeros de Inglaterra y obtiene recursos para sí mismo realizando robos ingeniosos. Es llamado el "ladrón aficionado", que marca la diferencia entre él y los "profesores", criminales profesionales de las clases más baja.
Así como Holmes tiene al Dr. Watson para la crónica de sus aventuras, Raffles tiene a Harry "Bunny" Manders, un excompañero de escuela que fue salvado de la desgracia y el suicidio por Raffles, quien lo persuadió de acompañarlo en un robo. Mientras Raffles a menudo toma ventaja de la inocencia relativa de Manders y a veces lo trata con cierto desprecio, es muy consciente de la valentía y lealtad de Manders. En varias historias, Manders salva el día para ambos cuando Raffles se mete en situaciones que no puede salir por su propia cuenta.
Una de las cosas que Raffles tiene en común con Holmes es que ambos son maestros del disfraz: durante el día es un típico hombre de ciudad, pero tiene su estudio en un apartamento con otro nombre en el que mantiene diversos disfraces. Puede imitar perfectamente el acento regional de muchas partes de Gran Bretaña y domina fluidamente el italiano.

## Detalles de la trama
Las historias de Raffles tienen dos fases. En la primera, Raffles y Bunny son hombres urbanos que también cometen robos. Raffles es un jugador de críquet, famoso caballero, buen anfitrión que a menudo es invitado a eventos sociales que estarían fuera de su alcance en caso contrario. Esto termina cuando son capturados y expuestos en un viaje al mar al intentar otro robo. Raffles se sumerge por la borda y se presume que se ahoga. Estas historias fueron recogidas en El Perpetrador Aficionado o Siete historias de Raffles (1899). Otras historias en este período, escrito después de que Raffles habría sido "asesinado", fueron recogidos en Un ladrón en la noche.
La segunda fase comienza algún tiempo más tarde cuando Bunny —después de haber cumplido una pena de prisión— es convocado a la casa de un rico inválido, que resulta ser el mismo Raffles, quien regresó a Inglaterra disfrazado. Entonces comienza su período "profesional", exiliado de la sociedad, en el que son simples ladrones tratando de ganarse la vida manteniendo la identidad de Raffles en secreto. Finalmente, se alistan como voluntarios para la segunda guerra bóer, donde Bunny sería herido y Raffles muere en batalla después de exponer a un espía enemigo. Estas historias fueron originalmente recogidas en La Máscara Negra (1901), aunque posteriormente fueron publicados en un solo volumen conjunto con las historias de la fase uno.
Igual que Sherlock Holmes después de su desaparición en las cascadas Reichenbach, Raffles nunca fue el mismo después de su reaparición. Los elementos del Raffles "clásico" se encuentran solo en las primeras historias: cricket, alta sociedad, clubes de West End, joyeros de Bond Street; dos hombres en inmaculados trajes de noche realizando robos imposibles.

## Personalidad
Raffles es cínico sobre la sociedad. En un momento dado comenta: "no podemos ser moralistas y la distribución de la riqueza está mal de todas formas." Esto sugiere que él no está conforme con el estado de los asuntos de finales de la era victoriana. Él es consciente del hecho de que a muchas personas que parecen ser sus amigos solo les agrada por su críquet, y él mismo ha perdido todo interés por el deporte, manteniéndolo solo por sus excelentes posibilidades y como cobertura para su ocupación real (que considera mucho más interesante y excitante) y como práctica mental. Tiene escrúpulos, a pesar de su profesión, dado que jamás robaría a su anfitrión y es renuente a matar, aunque lo hace una vez y planea hacerlo en otro momento. También suele sentirse mal sobre la forma en que abusa de lealtad de Manders.
A pesar de los riesgos que corre, sigue siendo un deportista y algunos de sus crímenes son por motivos distintos a los de pura ganancia. En una historia final, roba una Copa de oro del Museo Británico por impulso. Cuando es desafiado por Bunny acerca de cómo se deshará de ella, él se la envía a la reina como obsequio por su Aniversario de Diamante. En otro, le roba dinero a un cercano condiscípulo a fin de hacer una donación a su antigua escuela en nombre de "un viejo condiscípulo", avergonzándolo por hacer un donativo después de que hubiese dicho que no lo haría. Su último delito, justo antes de que fuera a la Segunda Guerra Boer, es robar una colección de recuerdos de sus crímenes del Museo Negro de Scotland Yard.
El modelo de Raffles fue George Ives, un criminólogo educado en Cambridge y a la vez un talentoso jugador de cricket según Lycett. Ives era homosexual, y aunque Hornung "no podría haber entendido este lado sexual del carácter de Ives", Raffles "disfrutaba entrañablemente de una relación muy íntima con su compañero Bunny Manders."

## Colecciones
Las historias de Raffles, todas escritas por E. W. Hornung, se encuentran recopiladas en 
- El perpetrador aficionado (inglés: The Amateur Cracksman), 1899
- La máscara negra (inglés: The Black Mask), 1901
- Un ladrón en la noche (inglés: A Thief in the Night)
- Sr. Justicia Raffles (inglés: Mr. Justice Raffles), 1909, versión novela

## Teatro
La historia de A. J. Raffles se estrenó por primera vez en Broadway como Raffles, el perpetrador aficionado (Raffles, The Amateur Cracksman) el 27 de octubre de 1903 en el Princess Theatre. La obra se trasladó al Teatro Savoy en febrero de 1904 y cerró en marzo de ese año tras 168 representaciones. Estuvo protagonizada por Kyrle Bellew como Raffles, una joven Clara Blandick como Gwendolyn y E. M. Holland como el capitán Bedford.

## Películas y adaptaciones para televisión

### Películas
Ha habido numerosas películas basadas en Raffles y sus aventuras, incluyendo:
- Raffles, El Perpetrador Aficionado (1905), con Gilbert M. Anderson
- Raffles, El Perpetrador Aficionado (1917), protagonizada por John Barrymore
- Raffles (1925), con House Peters
- Raffles (1930), con Ronald Colman
- El regreso de Raffles (1933)
- Raffles (1939), protagonizada por David Niven

### Televisión
- Raffles (1975), una película para la televisión, con Anthony Valentine interpretando a Raffles y Christopher Strauli como su compañero Bunny Manders.
- Raffles (serie de TV) donde Valentine y Strauli retomarían los personajes en una cuidada serie de televisión[4] producida por Yorkshire Television en 1977 y con guion de Philip Mackie. La serie se repitió intermitentemente en ITV3 en 2006 y ha sido lanzada en DVD
- El Ladrón Caballero (2001), protagonizada por Nigel Havers.

### Audios
- Raffles (1985–1993), cuatro series de la BBC Radio 4 y World Service protagonizada por Jeremy Clyde como Raffles y Michael Cochrane como Bunny Manders.[5]

- Raffles, Perpetrador Aficionado, leído por David Rintoul.

- Raffles, el Ladrón Caballero, serie de radio continua por Imagination Theater, con guion de M. J. Elliott, Jim French y John Hall.

## Pastiches
El personaje de Raffles fue continuado por Barry Perowne. Durante la década de 1930 y 1940, su serie presentó a Raffles como un héroe de aventuras tipo pulp contemporáneo. Cuando recogió la serie nuevamente en la década de 1950 y una vez más durante la década de 1970 y 1980, las historias se ubicaron cerca del final de la era victoriana como en las historias originales, con una versión de Raffles que solo cometía delitos por razones de compasión. 
La novela de 1906 del autor John Kendrick Bangs, R. Holmes & Co., está protagonizada por el nieto de Raffles (e hijo de Sherlock Holmes con la hija de Raffles, Marjorie), Raffles Holmes. En el segundo capítulo de la novela se narra la historia de la persecución de Raffles por Holmes y su creciente afecto por la hija de Raffles. Bangs también escribió Sra. Raffles, en la cual el compañero de Raffles, Bunny Manders, hace equipo en América con la hasta ese momento desconocida esposa del perpetrador.
Graham Greene escribió una obra de teatro llamada El Regreso de A. J. Raffles (1975) que difiere del canon de Hornung en varios puntos.
Peter Tremayne escribió la novela El regreso de Raffles.
Philip José Farmer coloca a Raffles y Manders en una trama que involucra ciencia ficción en la historia "El problema del Sore Bridge… entre otros", en el que él y Bunny deberán resolver tres Misterios sin resolver de Sherlock Holmes y salvar a la humanidad de una invasión extraterrestre.
La novela de 1977 Raffles por David Fletcher recuenta desde un punto de vista novedoso muchos de los relatos originales de Hornung, derivadas de la serie de televisión del mismo año.
Adam Corres, el autor de la novela de 2008 Raffles y el Sindicato de Marcadores Amañados, un relato criminal moderno en el que A. J. Raffles, un maestro de la astucia, explora el mundo corrupto de críquet internacional al que es aficionado.

## Otras apariciones del personaje
El personaje fue mencionado en la novela gráfica epistolar de 2007  The League of Extraordinary Gentlemen: Black Dossier . Después de esto recientemente apareció como un personaje central en el primer capítulo de  The League of Extraordinary Gentlemen, Volume III: Century , ambientada en 1910.
El personaje de Raffles apareció en la película para televisión Incidente en las Cataratas Victoria bajo el nombre de Stanley Bullard e interpretado por Alan Coates. Se encontró con Sherlock Holmes.
Raffles hace un cameo en la novela de Kim Newman Anno Dracula (1992). Aunque nunca es mencionado por su nombre, el personaje es descrito como un perpetrador aficionado (una referencia al título de la primera colección de cuentos).
Raffles y Bunny también hacen una aparición menor en Perdido en un buen libro, una novela de 2004 de Jasper Fforde. Son extraídos del mundo literario al mundo real para ayudar a forzar una caja fuerte que contenía el manuscrito robado de Shakespeare, Cardenio.

## Influencia
El personaje de Raffles sirvió de inspiración para el arquetipo del caballero ladrón, algo visible en personajes como el francés Arsenio Lupin y el alemán lord Lister (véase Raffles (Lord Lister)), que a su vez sirvieron para popularizar este tipo de personaje.